# Bandera de Arauca
La bandera de Arauca es el principal símbolo oficial del departamento colombiano del Arauca, siendo adoptada por medio del decreto n.º 411 de 1979. El diseño de la bandera es obra de Aníbal Soriano Jiménez.

## Disposición y significado de los elementos
La bandera consta de dos franjas horizontales iguales, siendo la superior de color encarnado (rojo) y la inferior de color esmeralda (verde). Sus dimensiones son 2,40 metros de largo por 1,80 metros de ancho, lo que da una proporción de 3 de alto por 4 de ancho.
- El color rojo representa la sangre vertida por quienes lucharon por la libertad.

- El verde representa lo extenso de la llanura.